# Carl von Dieskau (Geheimer Rat)
Carl von Dieskau, zeitgenössisch meist von Dießkau, (* 2. Januar 1653 in Knauthain; † 19. Oktober 1721 in Dieskau) war ein preußischer Geheimer Rat, auch Regierungs- und Konsistorialrat im Herzogtum Magdeburg sowie Rittergutsbesitzer. Er besaß die Güter Dieskau und Lochau.

## Leben
Er stammte aus der sächsischen Adelsfamilie von Dieskau und war der Sohn war Carl von Dieskau auf Knauthain, Zschepplin, Trebsen, Lochau und Kleinzschocher und Anna Susanna geborene von Dieskau (1626–1672) aus dem Hause Dieskau.
Carl wurde Geheimer Rat im Königreich Preußen. Als Regierungs- und Konsistorialrat war er in Magdeburg tätig.
Seine beiden Rittergüter Dieskau und Lochau fielen nach seinem Tod 1721 an seinen einzigen, ihn überlebenden Sohn Carl von Dieskau (Landrat). Sein Sohn Geißler von Dieskau war bereits 1712 im Alter von 21 Jahren gestorben.
Die Ehefrau von Carl von Dieskau, Johanna von Löser aus Reinharz, starb 1715.